# Piet Romeijn
Piet Romeijn (Schiedam, 1939. szeptember 10. –) válogatott holland labdarúgó, hátvéd.

## Pályafutása

### Klubcsapatban
Az SVV korosztályos csapatában kezdte a labdarúgást, ahol 1955-ben mutatkozott be az első csapatban. 1962 és 1971 között a Feyenoord labdarúgója volt, ahol három bajnoki címet és két holland kupagyőzelmet szerzett az együttessel. Tagja volt az 1969–70-es idényben BEK-győztes együttesnek. 1971–72-ben az SVV játékosaként vonult vissza az aktív játéktól.

### A válogatottban
1967–68-ban négy alkalommal szerepelt a holland válogatottban és egy gólt szerzett.

## Sikerei, díjai
Feyenoord
- Holland bajnokság
  - bajnok (3): 1964–65, 1968–69, 1970–71
- Holland kupa
  - győztes (2): 1965, 1969
- Bajnokcsapatok Európa-kupája
  - győztes: 1969–70
- Interkontinentális kupa
  - győztes: 1970

## Statisztika

### Mérkőzései a holland válogatottban
| Hollandia | Hollandia          | Hollandia                      | Hollandia | Hollandia | Hollandia   | Hollandia  | Hollandia | Hollandia |
| #         | Dátum              | Helyszín                       | Hazai     | Eredmény  | Vendég      | Kiírás     | Gólok     | Esemény   |
| --------- | ------------------ | ------------------------------ | --------- | --------- | ----------- | ---------- | --------- | --------- |
| 1.        | 1967. november 29. | Rotterdam, Feijenoord Stadion  | Hollandia | 3 – 1     | Szovjetunió | barátságos | 1         | 68'       |
| 2.        | 1968. április 7.   | Amszterdam, Olimpiai Stadion   | Hollandia | 1 – 2     | Belgium     | barátságos | -         |           |
| 3.        | 1968. május 30.    | Amszterdam, Olimpiai Stadion   | Hollandia | 0 – 0     | Skócia      | barátságos | -         |           |
| 4.        | 1968. június 5.    | Bukarest, Köztársasági stadion | Románia   | 0 – 0     | Hollandia   | barátságos | -         |           |
|           | Összesen           |                                |           | 4         | mérkőzés    |            | 1         | gól       |